# Piss Christ
Piss Christ – fotografia amerykańskiego fotografika Andresa Serrano z 1987 roku, przedstawiająca mały, plastikowy krucyfiks z figurką Jezusa Chrystusa, zanurzony w naczyniu z moczem artysty.

## Opis
Zdjęcie przedstawia niewielki plastikowy krucyfiks zanurzony w żółtej cieczy. Artysta opisał tę substancję jako swój własny mocz w szklance. Fotografia stanowiła część serii wykonanej przez Serrano, w skład której wchodziły klasyczne figurki zanurzone w różnych płynach – mleku, krwi i moczu. Fotografia powstała dwa lata po dziele Serrano z 1985 roku, Blood Cross. Pełny tytuł dzieła brzmi: Immersion (Piss Christ). Fotografia jest błyszczącą odbitką o wymiarach 150 na 100 cm. Charakteryzuje się połyskiem, a jej kolory są głęboko nasycone. Gdyby Serrano nie określił zawartości substancji, która miałaby być moczem i nie podał innej nazwy dzieła, widz niekoniecznie byłby w stanie odróżnić mocz od podobnej kolorystycznie substancji, takiej jak bursztyn i poliuretan.
Serrano nie przypisuje jawnie politycznej treści Piss Christ ani związanym z nim dziełom sztuki, wręcz przeciwnie, podkreślając ich dwuznaczność. Rozgoryczony faktem, że obiektami kultu  handluje się dla zysku, autor chciał udowodnić, że prawdziwa wartość wiary zasadza się na czymś więcej niż korzyść majątkowa. Powiedział również, że choć dzieło to nie ma na celu potępienia religii, to jednak nawiązuje do postrzeganej przezeń komercjalizacji lub umniejszenia znaczenia ikon chrześcijańskich we współczesnej kulturze. Następnie wyraźnie odrzucił twierdzenie, że motywem jego pracy było bluźnierstwo, mówiąc, że była ona zamierzona jako poważne dzieło sztuki chrześcijańskiej: „To, co praca symbolizuje, to sposób, w jaki umarł Chrystus: wypłynęła z niego krew, ale również uryna i odchody. Może jeśli Piss Christ was denerwuje, to dlatego, że daje jakieś wyobrażenie tego, jak naprawdę wyglądało ukrzyżowanie... Urodziłem się i wychowałem jako katolik i byłem chrześcijaninem przez całe moje życie”.

## Odbiór
Wystawiona w 1989 roku fotografia wywołała skandal i falę krytyki pod adresem jej twórcy. Artyście zarzucano bluźnierstwo i przekroczenie granicy wolności słowa.
Eksponat ten wygrał konkurs „Awards in the Visual Arts” organizowany przez muzeum „Southeastern Center for Contemporary Art”, a współfinansowany przez amerykańskie agencje rządowe.
Praca była wystawiana w licznych galeriach na całym świecie, w 1994 zaprezentowano ją w CSW Zamek Ujazdowski w Warszawie, jednakże w ocenzurowanej formie. Podczas wystaw w National Gallery of Victoria w Melbourne w 1997 oraz w Yvon Lambert Gallery w Awinionie w 2011 roku dochodziło do protestów oraz prób jej zniszczenia.